# Tom Cross (Filmeditor)
Tom Cross ist ein US-amerikanischer Filmeditor.

## Leben und Werk
Cross ist seit 1997 im Bereich Filmschnitt tätig, zunächst als Schnittassistent. Als eigenständiger Editor war er in den frühen 2000er Jahren in erster Linie an mehreren Dokumentarfilmen beteiligt; ab 2010 folgten auch Spielfilme. Seit 2014 verbindet ihn eine enge Zusammenarbeit mit Regisseur Damien Chazelle.
Für seine Arbeit an Whiplash wurde Cross für mehrere Filmpreise nominiert und gewann u. a. den Oscar in der Kategorie Bester Schnitt. Weitere Auszeichnungen waren der British Academy Film Award für den Besten Schnitt, der Preis ür den Besten Schnitt der Chicago Film Critics Association, der Gold Derby Award und ein Independent Spirit Award. Eine weitere Oscar-Nominierung erhielt er 2017 für das Musical La La Land, für den er auch andere Preise und Nominierungen bekam.
Ebenfalls preisträchtig war seine Schnittarbeit an Aufbruch zum Mond (2018). So gewann je einen Preis der Austin Film Critics Association und Boston Society of Film Critics. Hinzu kommt ein Critics’ Choice Movie Award sowie sein dritter Gold Derby Award.

## Filmografie (Auswahl)
- 2001: Roboter im Untergrund – W.I.S.O.R. (W.I.S.O.R.) (Dokumentarfilm)
- 2010: The Space Between
- 2012: Any Day Now
- 2014: Whiplash
- 2014: Time Lapse
- 2015: The Driftless Area – Nichts ist wie es scheint (The Driftless Area)
- 2015: Joy – Alles außer gewöhnlich (Joy)
- 2016: La La Land
- 2017: Feinde – Hostiles (Hostiles)
- 2018: Aufbruch zum Mond (First Man)
- 2021: Keine Zeit zu sterben (No Time to Die)
- 2022: Babylon – Rausch der Ekstase (Babylon)